# Пливање на Летњим олимпијским играма 2016 — 100 метара слободно за жене
Пливачке трке у дисциплини 100 метара слободним стилом за жене на Летњим олимпијским играма 2016. одржане су петог и шестог дана пливачких такмичења, 10. и 11. августа у Олимпијском базену у Рио де Жанеиру.
Учестовало је укупно 48 такмичарки из 37 земаља, а само такмичење се одвијало у три дела. Квалификације су одржане у подневном делу програма 10. августа, истог дана у вечерњем делу програма одржане су и полуфиналне трке, док је финале одржано у вечерњем делу програма дан касније.
Златну медаљу поделиле су Американка Симон Мануел и канађанка Пени Олексијак пошто су обе финалну трку испливале у идентичном времену од 52.70 секунди, што је уједно и време новог олимпијског рекорда. Како су две девојке поделиле златну медаљу сребро није додељено, а бронзу је освојила Швеђанка Сара Шестрем која је за победницама заостала 29 стотих делова секунде, испливавши време од 52.99 секунди.
У овој трци је учестовала и репрезентативка Црне Горе Јована Терзић која је у квалификацијама испливала време од 59.59 секунди, што је било довољно тек за 42. место. Репрезентативка Кине Шен Дуо која је у квалификацијама заузела 15. место и пласирала се у полуфинале одустала је пошто је била позитивна на допинг тесту.

## Освајачи медаља
|                    | Резултат |                      | Резултат |                    | Резултат |
|                    |          |                      |          |                    |          |
| Симон Мануел (USA) | 52.70    | Пени Олексијак (CAN) | 52.70    | Сара Шестрем (SWE) | 52.99    |

## Рекорди
Уочи почетка трка у овој дисциплини важили су следећи светски и олимпијски рекорди:
| Светски рекорд    | Кејт Кембел        | 52.06 | Бризбејн, Аустралија         | 2. јул 2016.    |
| Олимпијски рекорд | Раноми Кромовиџојо | 53.00 | Лондон, Уједињено Краљевство | 2. август 2012. |

Током такмичења три пута је „поправљан” олимпијски рекорд у овој дисциплини:
| 10. август | Квалификације 5 | Кејт Кембел                 | Аустралија                         | 52.78 | ОР |
| 10. август | Полуфинале 2    | Кејт Кембел                 | Аустралија                         | 52.71 | ОР |
| 11. август | Финале          | Симон Мануел Пени Олексијак | Сједињене Америчке Државе · Канада | 52.70 | ОР |

## Квалификације
У квалификацијама које су пливане у подневном термину 10. августа пливало се укупно шест трка, а пласман у полуфинале остварило је 16. девојака са најбољим временима. Кинескиња Сен Дуо накнадно је одустала због позитивног налаза на допинг тесту.
| Плас. | Трка | Стаза | Пливачица               | Држава                    | Време   | Нап.   |
| ----- | ---- | ----- | ----------------------- | ------------------------- | ------- | ------ |
| 1.    | 5    | 4     | Кејт Кембел             | Аустралија                | 52.78   | КВ, ОР |
| 2.    | 4    | 3     | Симон Мануел            | Сједињене Америчке Државе | 53.32   | КВ     |
| 3.    | 6    | 5     | Сара Шестрем            | Шведска                   | 53.37   | КВ     |
| 4.    | 5    | 5     | Раноми Кромовиџојо      | Холандија                 | 53.43   | КВ     |
| 5.    | 5    | 3     | Пени Олексијак          | Канада                    | 53.53   | КВ     |
| 5.    | 5    | 6     | Жанете Отесен           | Данска                    | 53.53   | КВ     |
| 7.    | 6    | 3     | Аби Вајцел              | Сједињене Америчке Државе | 53.54   | КВ     |
| 8.    | 6    | 4     | Бронти Кембел           | Аустралија                | 53.71   | КВ     |
| 9.    | 5    | 2     | Шантал Ван Ландегем     | Канада                    | 53.89   | КВ     |
| 10.   | 6    | 2     | Шарлот Боне             | Француска                 | 53.93   | КВ     |
| 11.   | 5    | 8     | Пернил Блум             | Данска                    | 54.15   | КВ     |
| 11.   | 6    | 7     | Џу Менгхуеј             | Кина                      | 54.15   | КВ     |
| 13.   | 4    | 6     | Александра Херасимења   | Белорусија                | 54.25   | КВ     |
| 14.   | 4    | 8     | Етијен Мадеирос         | Бразил                    | 54.38   | КВ     |
| 15.   | 4    | 2     | Шен Дуо                 | Кина                      | 54.41   | ОДУ    |
| 16.   | 6    | 1     | Рикако Ике              | Јапан                     | 54.50   | КВ     |
| 16.   | 6    | 8     | Мики Учида              | Јапан                     | 54.50   | КВ     |
| 18.   | 5    | 7     | Аријана Вандерпул Волас | Бахаме                    | 54.56   |        |
| 19.   | 3    | 5     | Вероника Попова         | Русија                    | 54.60   |        |
| 20.   | 4    | 4     | Фемке Хемскерк          | Холандија                 | 54.63   |        |
| 21.   | 5    | 1     | Лариса Оливеира         | Бразил                    | 54.72   |        |
| 22.   | 4    | 7     | Берил Гасталдело        | Француска                 | 54.80   |        |
| 23.   | 3    | 1     | Марија Уголкова         | Швајцарска                | 54.85   |        |
| 24.   | 3    | 7     | Камил Ченг              | Хонгконг                  | 54.92   |        |
| 25.   | 3    | 8     | Жули Мејнен             | Луксембург                | 55.09   |        |
| 26.   | 3    | 4     | Ерика Ферајоли          | Италија                   | 55.20   |        |
| 27.   | 2    | 4     | Сузан Бјернсен          | Норвешка                  | 55.35   |        |
| 28.   | 4    | 1     | Наталија Ловцова        | Русија                    | 55.37   |        |
| 29.   | 3    | 3     | Катажина Вилк           | Пољска                    | 55.44   |        |
| 30.   | 3    | 6     | Андреа Мурез            | Израел                    | 55.47   |        |
| 31.   | 3    | 2     | Нина Рангелова          | Бугарска                  | 55.71   |        |
| 32.   | 2    | 3     | Натанан Јункрајанг      | Тајланд                   | 56.24   |        |
| 33.   | 2    | 5     | Јасмин Алхалди          | Филипини                  | 56.30   |        |
| 34.   | 1    | 5     | Инес Ромерсаро          | Уругвај                   | 57.85   |        |
| 35.   | 2    | 8     | Џејд Ешли Хауард        | Замбија                   | 58.47   |        |
| 36.   | 2    | 6     | Ана Јулија Даскал       | Румунија                  | 58.72   |        |
| 37.   | 2    | 1     | Хедер Арсет             | Маурицијус                | 58.89   |        |
| 38.   | 2    | 7     | Трејси Кит Мачит        | Кукова Острва             | 58.90   |        |
| 39.   | 2    | 2     | Карен Риверос           | Парагвај                  | 59.00   |        |
| 40.   | 1    | 3     | Ана Софија Нобрега      | Ангола                    | 59.23   |        |
| 41.   | 1    | 6     | Фатима Алкарамова       | Азербејџан                | 59.41   |        |
| 42.   | 1    | 4     | Јована Терзић           | Црна Гора                 | 59.59   |        |
| 43.   | 1    | 2     | Никол Меризај           | Албанија                  | 59.99   |        |
| 44.   | 1    | 8     | Естела Филс Рабецара    | Мадагаскар                | 1:01.11 |        |
| 45.   | 1    | 7     | Јусра Мардини           | Refugee Olympic Team      | 1:04.66 |        |
| 46.   | 1    | 1     | Аминат Шаџан            | Малдиви                   | 1:05.71 |        |
| 48.   | 4    | 5     | Федерика Пелегрини      | Италија                   | ---     | DNS    |
| 48.   | 6    | 6     | Мишел Колеман           | Шведска                   | ---     | НН     |

## Полуфинале
Полуфинала су пливана у вечерњем делу програма истог дана кад и квалификације, а пласман у финале остварило је 8 пливачица са најбољим временима.
Прво полуфинале
| Плас. | Стаза | Пливачица          | Држава                    | Време | Нап.   |
| ----- | ----- | ------------------ | ------------------------- | ----- | ------ |
| 1.    | 4     | Симон Мануел       | Сједињене Америчке Државе | 53.11 | КВ     |
| 2.    | 6     | Бронти Кембел      | Аустралија                | 53.29 | КВ     |
| 3.    | 3     | Жанете Отесен      | Данска                    | 53.35 | КВ, НР |
| 4.    | 5     | Раноми Кромовиџојо | Холандија                 | 53.42 | КВ     |
| 5.    | 7     | Џу Менгхуеј        | Кина                      | 53.98 |        |
| 6.    | 8     | Мики Учида         | Јапан                     | 54.39 |        |
| 7.    | 2     | Шарлот Боне        | Француска                 | 54.54 |        |
| 8.    | 1     | Етијен Мадеирос    | Бразил                    | 54.59 |        |

Друго полуфинале
| Плас. | Стаза | Пливачица             | Држава                    | Време | Нап.        |
| ----- | ----- | --------------------- | ------------------------- | ----- | ----------- |
| 1.    | 4     | Кејт Кембел           | Аустралија                | 52.71 | КВ, ОР      |
| 2.    | 3     | Пени Олексијак        | Канада                    | 52.72 | КВ, СЈР, АР |
| 3.    | 5     | Сара Шестрем          | Шведска                   | 53.16 | КВ          |
| 4.    | 6     | Аби Вајцел            | Сједињене Америчке Државе | 53.53 | КВ          |
| 5.    | 2     | Шантал Ван Ландегем   | Канада                    | 54.00 |             |
| 6.    | 7     | Пернил Блум           | Данска                    | 54.19 |             |
| 7.    | 8     | Рикако Ике            | Јапан                     | 54.31 |             |
| 8.    | 1     | Александра Херасимења | Белорусија                | 54.34 |             |

## Финале
| Плас. | Стаза          | Пливачица          | Држава                    | Време | Нап.   |
| ----- | -------------- | ------------------ | ------------------------- | ----- | ------ |
|       | 3              | Симон Мануел       | Сједињене Америчке Државе | 52.70 | ОР, АР |
| 5     | Пени Олексијак | Канада             | ОР, СРЈ, АР               | 52.70 |        |
|       | 6              | Сара Шестрем       | Шведска                   | 52.99 |        |
| 4     | 2              | Бронти Кембел      | Аустралија                | 53.04 |        |
| 5     | 1              | Раноми Кромовиџојо | Холандија                 | 53.08 |        |
| 6     | 4              | Кејт Кембел        | Аустралија                | 53.24 |        |
| 7     | 8              | Аби Вајцел         | Сједињене Америчке Државе | 53.30 |        |
| 8     | 7              | Жанете Отесен      | Данска                    | 53.36 |        |